# Lassy (Val-d’Oise)
Lassy egy község Franciaországban. Lakosainak száma 194 fő (2022. január 1.).

## Földrajza
Lassy Le Plessis-Luzarches, Épinay-Champlâtreux, Jagny-sous-Bois és Luzarches községekkel határos.